# Appuldurcombe House

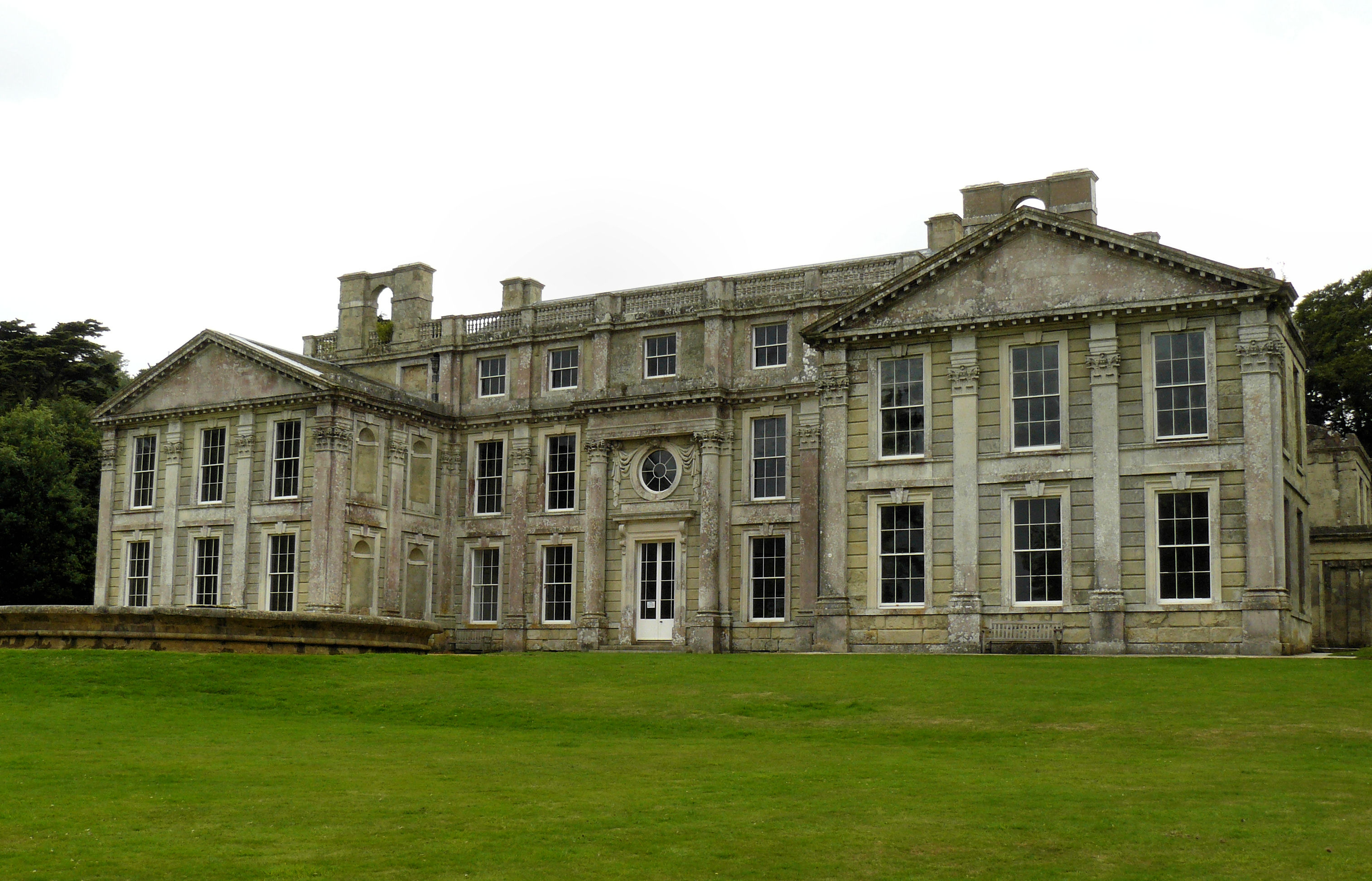
Appuldurcombe House, 2007

Appuldurcombe House ist eine Schlossruine bei Wroxall auf der Isle of Wight.

## Geschichte
Zu den Personen, die mit dem Schloss verbunden sind, zählen Sir Richard Worsley, 7. Baronet und Seymour Dorothy Fleming. Nach dem Tod Sir Richards ging das Gebäude in den Besitz seiner Nichte über, die mit dem zweiten Baron und ersten Earl von Yarborough verheiratet war. Die Verbindung des Familie zu dem Besitz endete 1855, als der zweite Earl von Yarborough es verkaufte.
In den Jahren 1901 – 1907 diente das Schloss den aus Frankreich ausgewiesenen Mönchen der Kongregation von Solesmes als Zuflucht. Schon der Gründungsabt der Abtei Saint-Pierre de Solesmes Prosper-Louis-Pascal Guéranger hatte für den Fall, dass die Mönche ins Exil gehen müssten, England als Zufluchtsort ins Auge gefasst. Seit 1896 hatte die Kongregation auf Einladung der früheren Kaiserin Eugénie die vormalige Prämonstratenserabtei Saint Michael’s Abbey in Farnborough (Hampshire), in der Napoleon III. beigesetzt worden war, als Pirorat übernommen.
Im August 1901 unterzeichneten die Mönche einen Pachtvertrag für Appuldurcombe House und begannen unmittelbar darauf mit dem Umzug, so dass bereits am 21. September 1901 nahezu die gesamte Kongregation hier eingetroffen war.
Vom 6. bis zum 9. September 1904 trat hier die Vatikanische Kommission zur Erarbeitung der neuen offiziellen Ausgabe des Gregorianischen Chorals der römisch-katholischen Kirche, der Editio Vaticana, zusammen.
Im Sommer 1907 begannen die Mönche um ihren Mitbruder, den Architekten Paul Bellot, von hier aus den Aufbau der Abtei Quarr, in die sie bereits ein Jahr später übersiedelten.
Das Schloss wurde am 7. Februar 1943 durch den Abwurf einer Seemine von einer deutschen Dornier Do 217 zerstört. Danach wurde das Innere nicht wieder aufgebaut.